# Gaetano Oristanio
Gaetano Pio Oristanio (Vallo della Lucania, Italia, 28 de septiembre de 2002) es un futbolista italiano que juega de centrocampista en el Venezia F. C. de la Serie B.

## Trayectoria
Jugó en la cantera del Inter de Milán hasta 2021.
En agosto de 2021 se incorporó al F. C. Volendam en calidad de cedido para la temporada 2021-22. Debutó con el club como suplente en el minuto 66 de la derrota por 1-3 en la liga ante el ADO Den Haag el 13 de agosto de 2021.
En julio de 2023, se incorporó al Cagliari Calcio en calidad de cedido para la Temporada 2023-2024.

## Estadísticas

### Clubes
Actualizado al último partido disputado el 25 de mayo de 2025.
| Club                          | Div.          | Temporada     | Liga  | Liga  | Copas nacionales | Copas nacionales | Copas internacionales | Copas internacionales | Total | Total |
| Club                          | Div.          | Temporada     | Part. | Goles | Part.            | Goles            | Part.                 | Goles                 | Part. | Goles |
| ----------------------------- | ------------- | ------------- | ----- | ----- | ---------------- | ---------------- | --------------------- | --------------------- | ----- | ----- |
| F. C. Volendam · Países Bajos | 2.ª           | 2021-22       | 35    | 7     | 0                | 0                | —                     | —                     | 35    | 7     |
| F. C. Volendam · Países Bajos | 1.ª           | 2022-23       | 27    | 1     | 0                | 0                | —                     | —                     | 27    | 1     |
| F. C. Volendam · Países Bajos | Total club    | Total club    | 62    | 8     | 0                | 0                | 0                     | 0                     | 62    | 8     |
| Cagliari Calcio · Italia      | 1.ª           | 2023-24       | 25    | 2     | 2                | 0                | —                     | —                     | 27    | 2     |
| Cagliari Calcio · Italia      | Total club    | Total club    | 25    | 2     | 2                | 0                | 0                     | 0                     | 27    | 2     |
| Venezia F. C. · Italia        | 1.ª           | 2024-25       | 37    | 3     | 0                | 0                | —                     | —                     | 37    | 3     |
| Venezia F. C. · Italia        | Total club    | Total club    | 37    | 3     | 0                | 0                | 0                     | 0                     | 37    | 3     |
| Total carrera                 | Total carrera | Total carrera | 124   | 13    | 2                | 0                | 0                     | 0                     | 126   | 13    |